# ترک‌های آناتولی
تُرک‌های آناتولی (به ترکی استانبولی: Türkiye Türkleri یا Türkler) (در اصطلاح قدیمی فارسی: رومی، عثمانی) شاخه‌ای از مردمان ترک هستند که در کشورهای خاورمیانه نظیر ترکیه، عراق، سوریه، کشورهای بالکان نظیر بلغارستان، قبرس، جمهوری ترک قبرس شمالی، در کشورهای اروپایی نظیر آلمان، بریتانیا زندگی می‌کنند و بیشترشان از اهل سنت هستند. این قوم حدود ۷۵ درصد از جمعیت ترکیه را تشکیل می‌دهند.
به مردم ترک‌زبان آسیای کوچک و آناتولی پیشتر در قلمرو ایران، «رومی»، «عثمانی‌ها» یا «ترکان عثمانی» اطلاق می‌شد، و پس از فروپاشی حکومت عثمانی این اصطلاح کنار گذاشته شد.
سلجوقیان مردمی ترک‌تبار از طوایف آسیای مرکزی بودند. به سال ۱۰۳۷ میلادی وارد ایران بزرگ شدند و نخستین حکومت اسلامی خود را بنا نهادند. سلجوقیان به‌تدریج قسمت‌هایی از شرق و مرکز
امپراتوری بیزانس روم را به تصرف خود درآوردند، و مسلمانان قسمت‌هایی از امپراتوری روم را تسخیر کردند و قونیه را به‌عنوان مرکز انتخاب کردند.
ایلخانان و بیگلربیگیها: بیگلربیگی آناتولی گروهی کوچک از ترک‌ها بودند که توسط بیگلر فرماندهی می‌شدند.
حکومت سلطان رومیِ سلجوق بعد از حملهٔ مغولان به پایان خود رسید. بعد از حملهٔ مغول‌ها و تصرف آن، آناتولی به بخش‌های مختلف بیگلربیگی تقسیم شد.

## پدیدار شدن ترک‌ها در آناتولی

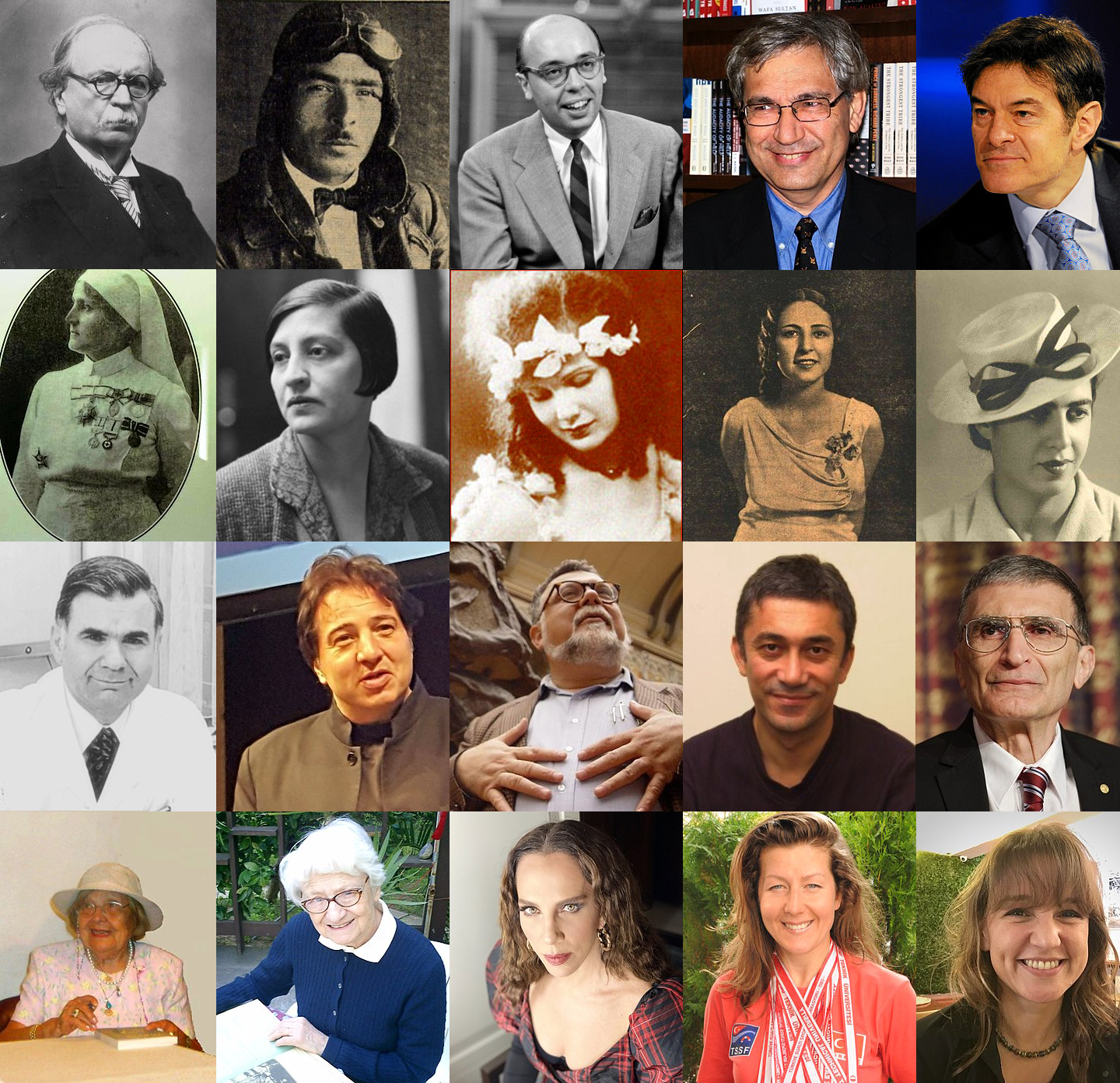
برخی از ترکهای معروف یا پرکار در سراسر جهان

آناتولی از دوران قدیم، خانه مردمان گوناگونی بود که از آن جمله آشوریان، هیتی‌ها، لووی‌ها، هوری‌ها، ارمنی‌ها، یونانی‌ها، کیمریها، سکاها، گرجیها، کولخیسی‌ها، کاریایی‌ها، لیدیایی‌ها، لیقیه‌ای‌ها، فریگیهای‌ها، عربها، کردوها، کاپادوکیهای‌ها و کیلیکیه ای‌ها و بسیاری دیگر بودند.
حضور یونانی‌ها در طول بسیاری از سواحل باعث شد تا بسیاری از این مردم تحت تأثیر یونان زبان خود را از دست داده و هلنی شوند. مخصوصاً در شهرها و در سواحل غربی و جنوبی رومیان تأثیر زیادی گذاشتند. با اینحال کماکان در شمال و شرق و علی‌الخصوص در روستاها بسیاری از گویشوران زبانهای بومی مانند ارمنیان و آشوریان زندگی می‌کردند. اما در زمانی که ترکان سلجوقی برای نخستین بار در قرن یازدهم میلادی در این مناطق ظاهر شدند، فرهنگ یونانی تأثیر زیادی نداشت." بیزانسی‌ها به ویژه در مرزهایشان کسانی را که به فرقه مسیحی (غیر ارتودوکس) گرایش داشتند آزار می‌دادند و این موجب شده بود که گرایش به فرهنگ یونانی در آن مناطق کمتر شود. بیزانسی‌ها پیوسته گروه‌های بزرگی از مردم را برای یکسان سازی مذهبی و زبان یونانی مهاجرت می‌دادند. آن‌ها همچنین کوشش می‌کردند تا تعداد زیادی از ارمنیها را آسیمیله کنند در نتیجه در قرن یازدهم میلادی، اشراف ارمنی از سرزمینهای خود کوچ و به غرب آناتولی مهاجرت کردند. نتیجه غیرقابل پیش‌بینی این رفتار، از دست رفتن فرماندهی نظامی محلی در مرزهای شرقی بود که راه را برای مهاجمان ترک باز کرد. در اوایل قرن یازدهم جنگ با ترکها، موجب کشته شدن بسیاری از مردمان بومی شد و بسیاری از مردم هم به غلامی و بردگی گرفته شدند. با خالی شدن این نواحی از سکنه، قبایل ترک به این نواحی کوچ کردند.
با توجه به اینکه ترکان مناطق طبیعی متفاوتی را در یک سرزمین تصاحب کرده بودند، تغییری در شیوه زندگیشان ایجاد شد و تعداد کمتری به گله داری و کوچ نشینی پرداختند. با اینحال اسباب ترک شدن این منطقه کمتر بخاطر ازدواج ترکان با مردم بومی بود و این تغییر بیشتر به علت تغییر مذهب بسیاری از مسیحیان و غیر مسیحیان به اسلام و تغییر زبانشان به زبان ترکی ایجاد شد. علت این تُرکیدگی مردمان بومی نخست ضعف فرهنگ یونانی در اغلب جمعیت بود و اینکه مردم سرزمینهای اشغال شده ترجیح می‌دادند تا به این شیوه مایملک و دارایی‌های خود را حفظ کنند. یکی از نشانه‌های تُرکیدگی در دههٔ ۱۳۳۰ میلادی رخ داد. در آن زمان نام‌های یونانی آناتولی را به نام‌های ترکی تغییر دادند.
اندرو مانگو می‌گوید:
«ملت ترک در طول قرونی که سلجوقیان و عثمانیان قدرت داشتند، شکل گرفت. قبایل ترک مهاجم، مردمان بومی را جایگزین نکردند بلکه با آنها وصلت کردند. در این میان مردمان هلنی آناتولی (یونانیان)، ارمنی‌ها، مردم قفقاز، کردها، آشوریها و در بالکان اسلاوها، آلبانیایی‌ها و دیگران بودند. پس از اینکه این مردم مسلمان و ترک شدند، از طریق سرزمینهای شمال دریای سیاه و قفقاز با دانشمند عرب یا هنرمند ایرانی با ماجراجوی اروپایی پیوند خوردند و در نتیجه ترکهای امروزی، گروه‌های قومی متعددی را در خود نمایش می‌دهند. برخی از آنها شرقی هستند، برخی دیگر خصوصیات بومی آناتولی دارند؛ برخی از ایشان بازماندگان اسلاوها، آلبانی‌ها یا چرکسها هستند. برخی دیگر پوست تیره دارند، بسیاری مدیترانه‌ای هستند، برخی از آسیای مرکزی و بسیاری هم شبیه ایرانیان اند. تعدادی که از لحاظ شماره اندک اند اما از جهت بازرگانی و دانشی مهم هستند، بازماندگان یهودیان اند که از دین یهود به اسلام تغییر مذهب دادند. اما همگی ترک هستند.»

## ژنتیک

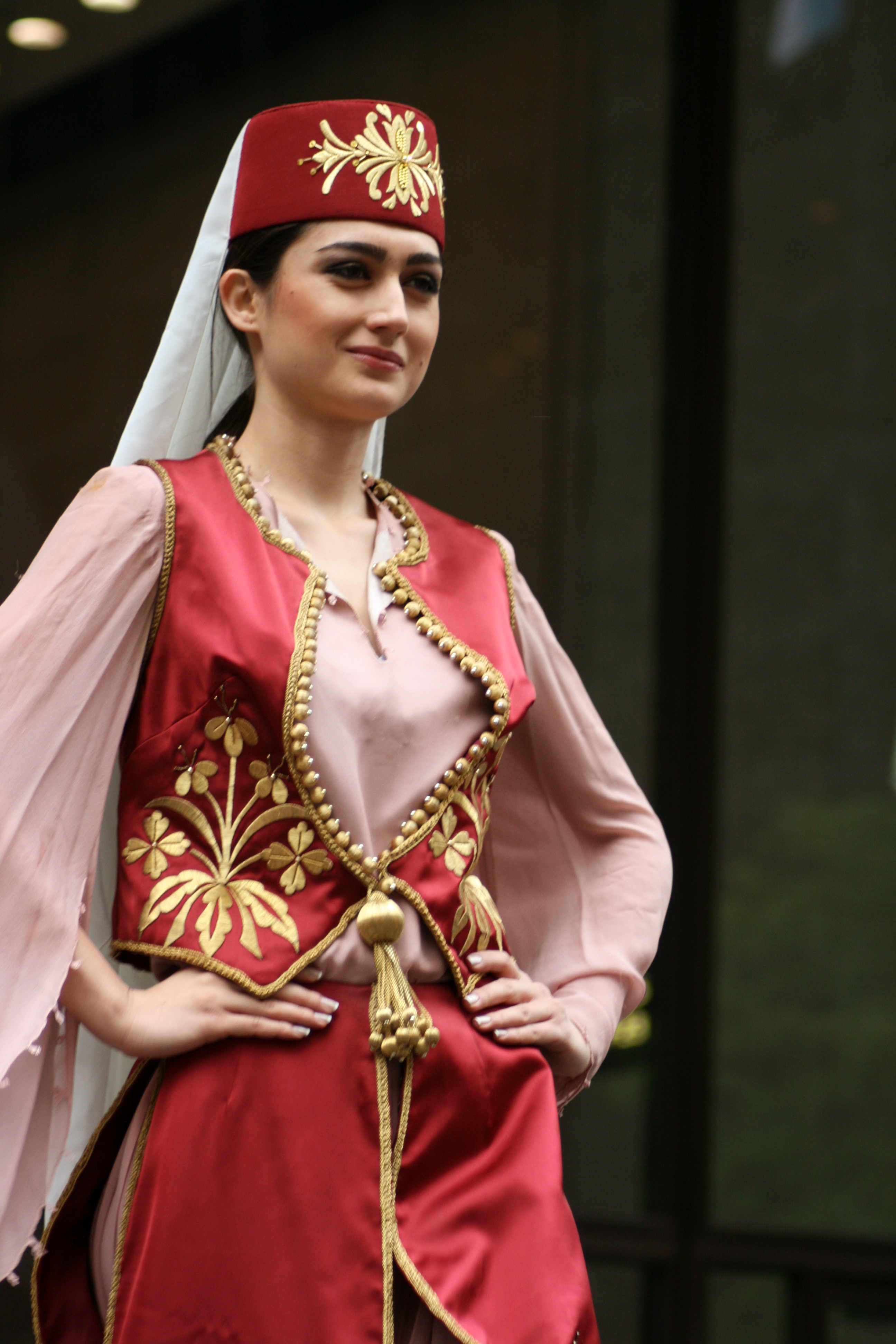
زن ترک در لباس طرح عثمانی

میزان سهم شارش ژنی از کوچ‌نشینان ترکی آسیای مرکزی در خزانهٔ ژنی کنونی مردم ترک ترکیه، و نقش سکنی گزیدن مردم ترکی در آناتولی در قرن ۱۱ میلادی سوژهٔ مطالعات گوناگونی بوده‌است. مطالعات متعدد نتیجه گرفته‌اند که گروه‌های پیش از ترکی‌سازی و اسلامی‌سازی منبع اصلی ژنتیکی ترک‌های امروزی ترکیه (یعنی مردم ترک آناتولی) هستند.[k]
اضافه بر این، مطالعات بسیاری اشاره می‌کنند که گرچه مهاجمان اولیه ترکی تهاجم را با عنصر مهم فرهنگی، از جمله وارد کردن زبان قدیمی ترکی آناتولی (نیای ترکی مدرن) و دین اسلام صورت دادند، مداخلهٔ ژنتیک آسیای مرکزی ممکن است خیلی کم بوده باشد.[k] بنا بر American Journal of Physical Anthropology (2008), مردم ترکیه امروزی با جمعیت‌های بالکان بیشتر در رابطه‌اند تا با جمعیت‌های ترک آسیای مرکزی، و مطالعه‌ای در خصوص بسامدهای آللی اشاره کرده که بین مغول‌ها و ترک های ترکیه، با وجود رابطه تاریخی زبان‌هایشان (ترک‌ها و آلمانی‌ها رابطه‌شان با جمعیت‌های مغول به یک فاصله بود)، رابطهٔ ژنتیکی وجود ندارد. چندین مطالعه یک مدل جایگزینی زبانی نخبگان با هدف تسلط فرهنگی را برای توضیح اختیار کردن زبان ترکی استانبولی به وسیلهٔ آناتولیایی‌های باستان پیشنهاد کردند.[k]

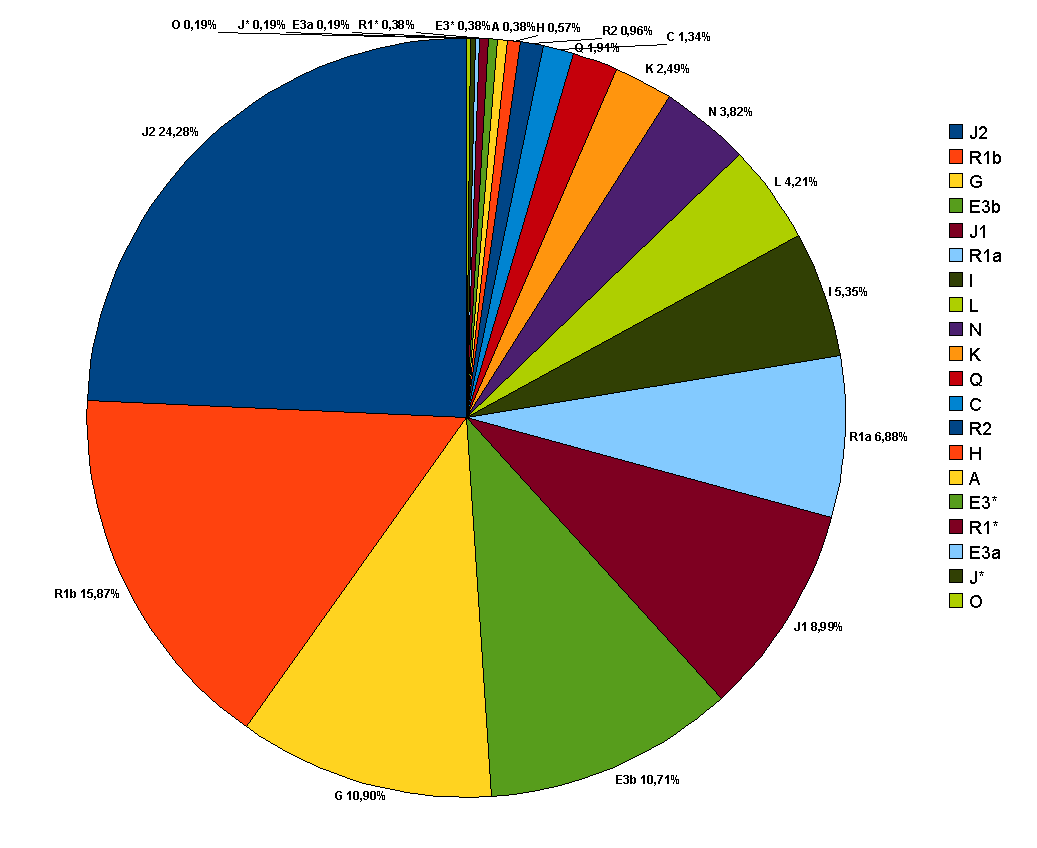
توزیع تک گروه کروموزم وای مردم ترک